# Мартинес Муньос, Себастьян Игнасио
Себастьян Игнасио Мартинес Муньос (исп. Sebastián Ignacio Martínez Muñoz; 6 июня 1993, Сантьяго, Чили) — чилийский футболист, полузащитник клуба «Уачипато». Выступал в молодёжной сборной Чили. Его брат, Кристиан Мартинес, выступал за «Универсидад де Чили».

## Клубная карьера
Мартинес дебютировал в основном составе клуба в матче чемпионата Чили против «Палестино», заменив Габриэля Варгаса.

## Международная карьера
В январе 2013 Мартинес попал в заявку сборной Чили на участие в молодёжном чемпионате Южной Америки. Он провёл на турнире три матча, в которых его команда выиграла, досрочно обеспечив себе выход в финальный этап.